# 黃清林
黃清林，中華民國（台灣）旅居日本僑民，曾代表中國國民黨以僑選身份當選為第三屆立法委員。